# Germaine Damar – Der tanzende Stern
Der Dokumentarfilm Germaine Damar – Der tanzende Stern von Michael Wenk porträtiert die aus Luxemburg stammende Schauspielerin und Tänzerin, die in den 1950er und frühen 1960er Jahren zu den Stars des deutschsprachigen Revuefilms zählte. Die Uraufführung der Dokumentation fand am 14. Juni 2011 in Anwesenheit von Germaine Damar und Regisseur Michael Wenk im Luxemburger Kino Utopia statt. Im November 2011 erschien die Produktion in Luxemburg auf DVD, herausgegeben vom staatlichen Centre national de l’audiovisuel (CNA).

## Handlung
In der 60-minütigen Dokumentation hält Germaine Damar Rückblick auf ihr ereignisreiches Leben: Auf ihre Jugend im luxemburgischen Petingen und in Paris, ihre ersten Auftritte als Mitglied eines Artistentrios sowie ihre märchenhaft anmutende Filmkarriere, in deren Verlauf sie 28 Kinoproduktionen dreht. Wie nur wenige Schauspielerinnen im deutschsprachigen Unterhaltungskino der Nachkriegszeit ist die ausgebildete Artistin und Tänzerin – bis auf wenige Ausnahmen – ganz und gar auf das Genre des Revuefilms festgelegt. Die Dokumentation widmet sich daher auch den Charakteristika dieses Genres, thematisiert die damaligen Produktionsbedingungen und den Niedergang des Revuefilms Anfang der 1960er Jahre. Im Mittelpunkt des Porträts steht die Zusammenarbeit von Germaine Damar mit Publikumslieblingen wie Peter Alexander, Heinz Erhardt oder Georg Thomalla. Zahlreiche Filmausschnitte und zum Teil erstmals veröffentlichte Fotodokumente illustrieren Leben und Karriere der Schauspielerin, die auch in Frankreich, Spanien und Argentinien vor der Kamera stand. Hinzu kommen Statements von Schauspielerkollegen wie Sonja Ziemann, Joachim Fuchsberger, Walter Giller, Claus Biederstaedt, Peter Weck, Maria Sebaldt und Chris Howland. Außerdem erinnern sich: Der Filmregisseur Hermann Leitner und Geneviève Hellen-Haeck, die Schwester und einstige Bühnenpartnerin von Germaine Damar. Den Kommentar des Films spricht Désirée Nosbusch.

## Kritiken
- „In seinem überaus amüsanten und sehr informativen Dokumentarfilm „Der tanzende Stern“ erzählt Michael Wenk von der märchenhaften Karriere der gebürtigen Luxemburgerin.“ Gabrielle Seil, Revue

- „Wenk stellt Fragen: Wie wurde die Luxemburger Tänzerin Germaine Haeck von der westdeutschen Filmindustrie als Nachwuchsdarstellerin aufgebaut und schließlich zum Massenidol Germaine Damar? Und was hat ihr Erfolg mit dem Genre des Revuefilms zu tun?“ Daniel Conrad, Luxemburger Wort

- „Wenks Dokumentation vermittelt durch Filmausschnitte und Gespräche mit einer Theaterwissenschaftlerin und ehemaligen Kollegen wie Joachim Fuchsberger, Walter Giller, Claus Biederstaedt, Maria Sebaldt, Sonja Ziemann und dem Regisseur Hermann Leitner einen stimmigen Eindruck von den Zielen und Produktionsbedingungen des Revuefilms in den Wirtschaftswunderjahren.“ Roland Mörchen, Film-Dienst

- „Viele Filmausschnitte und bislang unveröffentlichte Fotos machen das Werk zu einer eindrucksvollen Dokumentation.“ François Besch, Tageblatt

- „Michael Wenk realisierte diesen flotten Dokumentarfilm „Germaine Damar – Der tanzende Stern“. Diese DVD sollte jedenfalls in keiner Sammlung fehlen.“ Christian Spielmann, Lëtzebuerger Journal

- „Michael Wenk compile un nombre impressionnant d’entretiens avec les anciens collègues de Germaine Damar, qui sont aujourd’hui octogénaires (d’ailleurs Walter Giller vient juste de mourir).“ Josée Hansen, d’Lëtzebuerger Land

- „Durch Filmausschnitte und Gespräche (überwiegend mit ehemaligen Kollegen) vermittelt sich ein stimmiger Eindruck von den Zielen und Produktionsbedingungen des Revuefilms in den Wirtschaftswunderjahren.“ Lexikon des internationalen Films[1]